# Curro Ávalos
Francisco Manuel Ávalos Luengo, detto Curro (Cordova, 29 giugno 1973), è un ex cestista spagnolo.